# Fredrique Sylvan
Fredrique Christine Sylvan, född Lundgren 3 februari 1808 i Ystad, död 10 juli 1866 i Stockholm, var en svensk tecknare.
Hon var dotter till kommerserådet Carl Martin Lundgren och Margareta Magdalena Giutzelke samt från 1830 gift med borgmästaren Tage Sylvan och mor till konstnären Peter Sylvan. Som tecknare är hon representerad med ett porträtt vid Ribbingsholm i Östergötland. Fredrique Sylvan är begravd på Norra begravningsplatsen utanför Stockholm.